# Midori (navegador web)
Midori é um navegador de Internet que utiliza WebKit para renderizar suas páginas.
Esse navegador é pouco conhecido, porém altamente indicado para quem deseja um navegador leve e eficiente.
É multiplataforma, funciona nos diversos sistemas operativos.
Faz parte do ambiente gráfico Xfce, não sendo essencial para o funcionamento do mesmo.
Seu mecanismo de busca padrão é o DuckDuckGo.